# Camps-en-Amiénois
Camps-en-Amiénois è un comune francese di 174 abitanti situato nel dipartimento della Somme nella regione dell'Alta Francia.

## Società

### Evoluzione demografica
Abitanti censiti